# Лазаркевич, Вадим Вадимович (младший)
Вадим Вадимович Лазаркевич (20 августа 1933, София, Болгария — 28 марта 2007, София, Болгария) — болгарский художник, график, иллюстратор, дизайнер.

## Биография
Из литовских дворян. Сын известного художника-иллюстратора Вадима Вадимовича Лазаркевича, русского эмигранта первой волны. Внук артиллериста, царского генерала Вадима Константиновича Лазаркевича.
В 1959 окончил Софийскую Академию художеств. В том же году, впервые стал участником выставки молодых талантливых мастеров кисти в художественной галерее столицы.
Власти социалистической Болгарии, учитывая белогвардейское прошлое его отца, постоянно вычеркивали его имя из последующих выставок и сдерживали творческий процесс.
Работал художественным редактором в Союзе деятелей кино. Занимался иллюстрированием учебных пособий.
Автор ряда графических циклов ("Зимняя София", "Рыбаки" и другие), которые могли бы сделать честь любой галерее.
Похоронен на Центральном софийском кладбище.